# 豆園町
豆園町（まめそのちょう）は、愛知県名古屋市北区の地名。

## 歴史

### 地名の由来
当地が畑地であり、茶や豆を生産していたことによる。

### 沿革
- 1933年（昭和8年）4月1日 - 東区杉村町の一部により、同区豆園町として成立[1]。
- 1944年（昭和19年）2月11日 - 北区成立に伴い、同区豆園町となる[1]。
- 1958年（昭和33年）2月1日 - 北区杉村町の一部を編入する[1]。
- 1980年（昭和55年）11月23日 - 大杉三丁目および清水二丁目となり、消滅[1]。